# Vocanet
 (mars 2024).
Vocanet est une méthode pédagogique pour l'enseignement systématique du vocabulaire à l'école depuis la grande section maternelle jusqu'à la classe de cinquième. Elle est l’œuvre d’une équipe d’enseignants et de spécialistes réunis par la volonté de développer chez les enfants une meilleure connaissance du français usuel par un apprentissage spécifique, progressif, raisonné, fondé sur les travaux de la linguiste Jacqueline Picoche.

## Histoire
Vocanet naît à partir de 2010 d’un rapprochement interdisciplinaire entre Jacqueline Picoche, lexicologue reconnue, spécialiste du vocabulaire et de son enseignement, Jean-Claude Rolland, chargé d’études émérite en grammaire et lexique au Centre international d’études pédagogiques (CIEP) de Sèvres, et Bruno Germain, formateur en sciences du langage et didactique des disciplines,.
Tous sont  convaincus de l’intérêt et de la possibilité de faire du  vocabulaire une matière à part entière comme, par exemple, les sciences naturelles ou les mathématiques.  Ils élaborent ensemble, sur les fondamentaux théoriques et en s’appuyant notamment sur la polysémie des mots de haute fréquence dont les travaux de Jacqueline Picoche ont montré l’importance, un programme pédagogique qu’ils proposent d’abord  pour expérimentation à un groupe d’enseignants volontaires.  Ils décident finalement de le publier sur internet pour un usage gratuit, ouvert à tous.

## Contenu du site
Le site Vocanet se consacre à l’apprentissage du vocabulaire aux élèves de la grande section de maternelle à la cinquième du collège.
Il propose dans ce but à l’attention des enseignants : des éléments théoriques, des propositions pédagogiques ainsi que des outils concrets pour la réalisation des leçons.
La méthode s’appuie sur quatre grands principes :
- Partir du mot et non de la chose,
- Partir du déjà su,
- Donner la priorité au verbe,
- Ne pas séparer le vocabulaire de la grammaire.

Les ressources proposées sont adaptées à chaque niveau de classe et agrémentées de courtes vidéos.

## Partage des ressources
Les ressources proposées, offertes en libre accès sur le site internet du même nom, sont largement utilisées et partagées par le monde enseignant,,,,.